# Belize na Letnich Igrzyskach Olimpijskich 2020
Belize na Letnich Igrzyskach Olimpijskich 2020 w Tokio reprezentowało 3 zawodników. Był to trzynasty występ reprezentacji Belize na letnich igrzyskach olimpijskich.

## Skład reprezentacji

### Kajakarstwo

#### Kajakarstwo klasyczne
Mężczyźni
| Zawodnik   | Konkurencja | Eliminacje | Eliminacje | Ćwierćfinały | Ćwierćfinały | Półfinały | Półfinały | Finał A/B | Finał A/B |
| Zawodnik   | Konkurencja | Czas       | Pozycja    | Czas         | Pozycja      | Czas      | Pozycja   | Czas      | Pozycja   |
| ---------- | ----------- | ---------- | ---------- | ------------ | ------------ | --------- | --------- | --------- | --------- |
| Amado Cruz | K-1 200 m   | 39,645     | 5.         | 39,333       | 5.           | NQ        | NQ        | NQ        | NQ        |
| Amado Cruz | K-1 1000 m  | 4:13,080   | 5.         | 4:15,262     | 6.           | NQ        | NQ        | NQ        | NQ        |

### Lekkoatletyka

#### Kobiety
Konkurencje biegowe
| Zawodniczka    | Konkurencja   | Eliminacje | Eliminacje | Ćwierćfinał | Ćwierćfinał | Półfinał | Półfinał | Finał    | Finał   |
| Zawodniczka    | Konkurencja   | Rezultat   | Pozycja    | Rezultat    | Pozycja     | Rezultat | Pozycja  | Rezultat | Pozycja |
| -------------- | ------------- | ---------- | ---------- | ----------- | ----------- | -------- | -------- | -------- | ------- |
| Samantha Dirks | Bieg na 400 m | —          | —          | 54.16       | 7.          | NQ       | NQ       | NQ       | NQ      |

#### Mężczyźni
Konkurencje biegowe
| Zawodnik   | Konkurencja   | Eliminacje | Eliminacje | Ćwierćfinał | Ćwierćfinał | Półfinał | Półfinał | Finał    | Finał   |
| Zawodnik   | Konkurencja   | Rezultat   | Pozycja    | Rezultat    | Pozycja     | Rezultat | Pozycja  | Rezultat | Pozycja |
| ---------- | ------------- | ---------- | ---------- | ----------- | ----------- | -------- | -------- | -------- | ------- |
| Shaun Gill | Bieg na 100 m | 10:88      | 5.         | NQ          | NQ          | NQ       | NQ       | NQ       | NQ      |